# 종법
종법(宗法)은 중국 주나라 대에 확립되어 동아시아 여러 국가에도 전래된 친족법 체계이다. 한국에서는 조선시대에 핵심 친족 구조를 형성했다.
부계 혈연 집단인 종족(宗族) 내에서 철저한 적장자 계승법으로 가계를 잇고 조상에게 제사를 지냄을 골자로 한다. 종족은 적장자가 계속 대를 이어온 대종(大宗)과 다른 아들들의 방계 집안들이 이룬 소종(小宗)들로 이루어졌다.

## 같이 보기
- 종족 (혈연 집단)
- 가묘
- 종묘 제도